# Artisanat

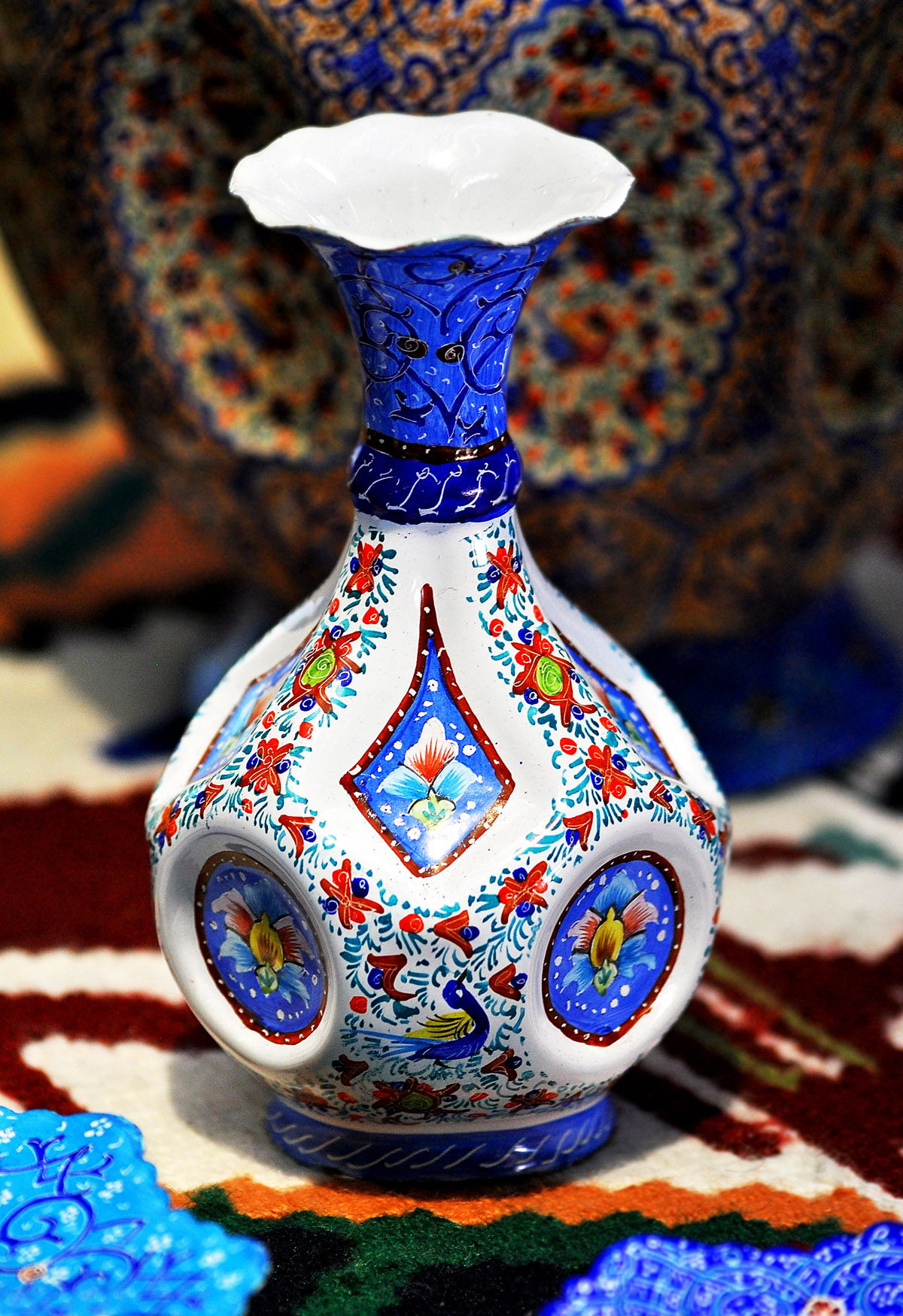
Artisanat iranien.

L’artisanat est la transformation de produits ou la mise en œuvre de services grâce à un savoir-faire particulier et hors contexte industriel de masse : l'artisan assure en général tous les stades de sa transformation, de réparation ou de prestation de services, et leur commercialisation. C'est aussi une identité individuelle et collective (appartenance à une catégorie de métiers plus ou moins créatifs et de professions généralement indépendantes).

## Présentation et définition
L'acception la plus répandue du mot « artisanat » est celle qui couvre le secteur économique de fabrication d'objets décoratifs réalisés souvent manuellement avec des matériaux et outils traditionnels, par une main d'œuvre locale. Ainsi, la définition adoptée par l'UNESCO pour les produits artisanaux est-elle la suivante : « On entend par produits artisanaux les produits fabriqués par des artisans, soit entièrement à la main, soit à l'aide d'outils à main ou même de moyens mécaniques, pourvu que la contribution manuelle directe de l'artisan demeure la composante la plus importante du produit fini. La nature spéciale des produits artisanaux se fonde sur leurs caractères distinctifs, lesquels peuvent être utilitaires, esthétiques, artistiques, créatifs, culturels, décoratifs, fonctionnels, traditionnels, symboliques et importants d'un point de vue religieux ou social ». Dans certains pays le maçon, l'électricien sont légalement reconnus comme étant des artisans. Il existe autant de variantes, dans les définitions de l'artisanat (lorsqu'elles existent) et la manière de traiter ce type de secteur économique au travers des entreprises et des hommes et femmes qui le composent, qu'il y a de pays.
Il n'existe pas une définition de l'artisanat mais autant qu'il y a de pays, y compris en Europe. Cependant il ressort des différents travaux sur l'artisanat que ces entreprises et ces hommes et femmes partagent des caractéristiques et des visions communes. Aussi, en Europe, l'artisanat s'est-il doté d'une structure européenne de représentation « l'Union européenne de l'artisanat et des petites entreprises et moyennes entreprises (en) » (UEAPME) qui représente douze millions d'entreprises et cinquante millions de personnes. Cette structure a créé un groupe de travail consacré à la « culture de l'entreprise à caractère artisanal » dont le but est de définir les critères d'identification de ce type d'entreprise pour toute l'Europe afin d'établir une plate forme de propositions à destination des politiques et notamment de la Commission européenne. Le consensus s'établirait sur les quatre points suivants qui caractériseraient l'entreprise à caractère artisanal (ECA) : la production et la transformation de biens et services par l'excellence du savoir-faire du dirigeant, le rôle décisif du chef d'entreprise qui engage sa responsabilité personnelle et maîtrise tout le processus de production, l'acquisition, la valorisation et la capitalisation du savoir-faire notamment par l'apprentissage, l'intégration de l'entreprise dans son territoire au travers de sa responsabilité sociale.
L'ambition de l'ECA est de montrer qu'un autre modèle entrepreneurial est possible et qu'il favorisera la stabilité sociale, mais que ce modèle doit obtenir le soutien des pouvoirs publics par la mise en place de politiques d'accompagnement adaptées (on se rapprocherait ainsi du Small Business Act en vigueur aux États-Unis),.

## Pays européens
Le cas de l'Europe est assez particulier, l'entreprise artisanale y est définie légalement dans dix pays (Allemagne, Autriche, Belgique, Danemark, France, Espagne, Luxembourg, Pologne, Portugal) mais de manière différente. Ainsi, l'Allemagne s'est dotée d'un « code de l'artisanat » qui répertorie 151 métiers répartis en sept groupes d'activités, : construction et installation (ex. : maçon, peintre en bâtiment…), électricité et métal (ex. : garagiste, électricien…), bois (ex. : menuisier, ébéniste…), habillement textile et cuir (ex. : tapissier, couturier…), alimentation (ex. : boulanger, charcutier…), santé, nettoyage à sec (ex. : coiffeur, opticien, pressing), verre, papier, céramique et autres professions (ex. : imprimeurs, facteurs d'instruments de musique…). Au Luxembourg, les entreprises de l'artisanat sont reparties en 48 Fédérations. Plus de 7 300 artisans existent au Luxembourg, soit près de 21 % des entreprises du pays. Ainsi 1/5 de la population luxembourgeoise travaille dans l’artisanat, ce qui fait de lui le premier employeur du Luxembourg.
Une entreprise artisanale est donc une entreprise qui exerce une activité répertoriée dans le code de l'artisanat et dont le patron a une qualification professionnelle avérée. Il n'y a pas de critère de taille. La mise en œuvre des aptitudes techniques individuelles est l'une des principales caractéristiques de ce type d'entreprise. En France, l'entreprise concernée est inscrite sur un registre tenu par la chambre d'artisanat régionale dont elle dépend. Le Luxembourg et l'Autriche ont également ce type de définition liée à l'activité, indépendamment de la taille (APCM). Au Luxembourg par exemple, il faut faire une demande d'autorisation d'exercice de l'activité choisie en pouvant prouver sa qualification et son honorabilité (voir 28 décembre 1988. – Loi réglementant l'accès aux professions d'artisan, de commerçant, d'industriel ainsi qu'à certaines professions libérales). En Espagne, l'entreprise artisanale qui est définie par le décret royal 1520/82 est limitée à dix salariés exception faite des apprentis et des membres de la famille. L'activité artisanale couvre la production, la transformation ou la réparation de biens ou de prestation de services réalisée « au moyen d'un processus dans lequel l'intervention personnelle constitue un facteur prédominant… ». Il existe également un répertoire des métiers concernés, où l'entreprise doit être inscrite à ce « registre artisanal ».
Avec la loi no 443 du 8 août 1985, l'Italie définit l'artisanat dans le même esprit que l'Espagne mais en étant plus limitative ; on parle de l'entrepreneur artisan comme de celui qui « exploite personnellement (…), assume la complète responsabilité avec toutes les charges et tous les risques (…), exerce son propre travail, même manuel, de façon prédominante dans le processus de production ». Une conséquence de cette définition est que certains statuts juridiques sont interdits tels ceux de la SARL ou de la SA. Le nombre de salariés est également limité, mais est variable suivant les professions ; la règle générale est de 18 salariés maximum, y compris les apprentis dont le nombre ne peut excéder neuf. Au Royaume-Uni, il n'y a ni statut, ni réglementation, ni registre spécifiques pour définir l'artisanat.

### En France
En France, l'artisan est inscrit au répertoire des métiers et exerce une activité manuelle professionnelle à titre principal ou secondaire, à son propre compte n'employant pas plus de dix salariés. Il est souvent aidé de sa famille et d'apprentis qu'il forme.
C'est la loi 96-603 du 5 juillet 1996 qui définit l'entreprise artisanale indépendamment de l'artisan qui, lui, est défini par le décret 98-247 du 2 avril 1998. Ainsi, l'entreprise artisanale n'emploie pas plus de dix salariés (mais il existe un « droit de suite » qui permet à une entreprise de rester artisanale en dépassant ce nombre) et couvre les activités de « production, de transformation, de réparation ou de prestation de service relevant de l'artisanat et figurant sur une liste… ». La qualité d'artisan agrée est reconnue aux personnes physiques qui justifient soit d'un certificat d'aptitudes professionnelles ou d'un brevet d'études professionnelles ou d'un titre certifié ou encore d'une immatriculation dans le métier depuis trois années au moins. Les divers gouvernements, notamment à partir de 1969 développeront des politiques d'accompagnement de ce secteur de l'économie.
Autres professionnels des métiers d'art : l'artiste-auteur s'inscrit à l'URSSAF en profession libérale, ou au centre des Impôts et à la Maison des artistes s'il ne fait que de la création non utilitaire. Les qualifications d'artisan, d'artisan d'art, de maître artisan et de maître artisan en métier d'art sont réglementées par l'article 21-I de la loi no 96-603 du 5 juillet 1996 relative au développement et à la promotion du commerce et de l'artisanat, par le décret no 98-247 du 2 avril 1998 relatif à la qualification artisanale et au répertoire des métiers, et par l'arrêté du 12 décembre 2003 fixant la liste des métiers d'art en France.
Les artisans et métiers d'art peuvent bénéficier d'un dispositif fiscal pour financer l’innovation et la création artisanale. Moins connu que le CIR ou le CII, le CIMA (Crédit Impôt Métiers d'art) concerne 281 métiers d'art et d'artisanat parmi lesquels : l’horlogerie, la bijouterie, l’orfèvrerie, la lunetterie, les arts de la table, le jouet, l’ameublement, la Facture instrumentale, la restauration du patrimoine, etc. L'avantage fiscal est de 10 % à 15 % des dépenses déclarées et permet de bénéficier d'un crédit d’impôt pouvant aller jusqu'à 30 000 € par an
En 2014, il y avait 1 028 340 entreprises artisanales en France et le secteur était en croissance malgré ou à cause la crise de 2008 qui a poussé de nombreuses personnes à l'autoentreprenariat. Le seuil du million d'entreprises artisanales avait déjà été dépassé, après la seconde guerre mondiale (croissance à partir des années 1930 puis apogées en 1948, après une phase croissance dopée par les besoins de la reconstruction, avant une forte chute « démographique » durant les Trente Glorieuses puis une remontée vers la fin du XXe siècle. Pourquoi quand il atteint une première fois le seuil du million d'entreprises au milieu du XXe siècle. Selon la CAPEB, en 2012, l'artisanat du bâtiment représentait environ 422 000 entreprises, 702 000 salariés (60 % des effectifs) et 76 800 apprentis (81 % des apprentis du secteur) pour un chiffre d'affaires de 77,7 milliards d'euros en 2012 (63 % du chiffre d'affaires du bâtiment en France).

## Pensée économique

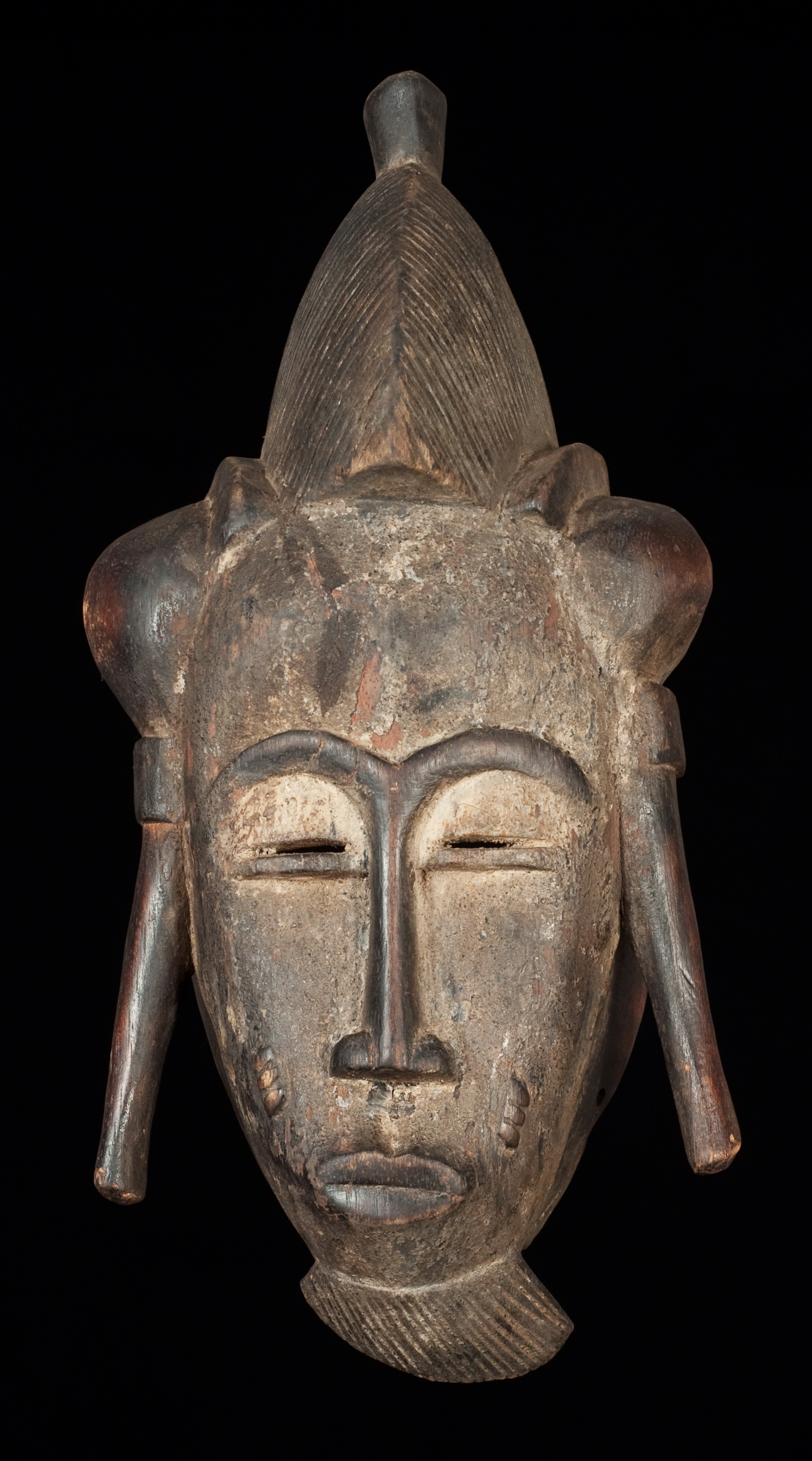
L'artisanat africain est notamment composé de masques traditionnels.

Pour les économistes du XVIIIe siècle, tels Adam Smith, François Quesnay… « le travail est source de valeur, mais de quel travail s'agissait-il ? »,. Ainsi, Smith prône l'industrialisation, la division du travail… les physiocrates comme Quesnay, considèrent que c'est l'agriculture qui est la principale productrice de valeur, les autres catégories, dont l'artisanat, font partie de la classe « stérile ». Turgot considère que le cultivateur produit non seulement son salaire mais le « revenu qui sert à salarier toute la classe des artisans et autres stipendiés ». L'histoire est ensuite connue, l'industrialisation, le développement des relations commerciales internationales, la recherche du profit, la spéculation… ont conduit à considérer, pendant de longues années, l'artisanat comme une survivance du passé. Karl Marx, au XIXe siècle, considérait également que le progrès économique était synonyme de grande entreprise mais que contrairement au prolétariat, qui par nature était la classe révolutionnaire, l'artisanat appartenait à la classe conservatrice qui cherche « à faire tourner à l'envers la roue de l'histoire ». Cependant, il relève cette spécificité que l'artisan n'exploite pas le travail d'autrui mais vend le produit de son propre travail.
Le travail étant source de valeur, son organisation devient une question majeure d'où la focalisation des économistes sur l'entreprise et plus particulièrement sur la grande entreprise. Durant toute cette période on assistera à la dichotomie entre le travailleur qui produit et la valeur qu'il produit et sur laquelle il n'a aucun droit. Il faudra attendre les années 1970 avec Ernst Friedrich Schumacher (à qui l'on doit « Small is beautiful », signifiant en anglais, « (ce qui est) petit est beau ») pour que la petite entreprise retrouve grâce dans les considérations économiques avec, dans les années 1980-1990, les travaux de Pierre-André Julien, au Canada, et Michel Marchesnay, en France, qui la définissent comme « une invention des hommes destinée à s'adapter à la complexité d'un environnement largement subi ». En 1982, Christine Jaeger traite directement de l'artisanat dans son ouvrage au titre évocateur : « Artisanat et capitalisme, l'envers de la roue de l'histoire ». Parallèlement aux développements des considérations sur l'entreprise les théories sur l'entrepreneur évoluent également et les années 2000 verra en France se développer des études et théories sur l'artisan chef d'entreprise et sur l'entreprise artisanale. Un réseau de chercheurs spécialisés sur l'artisanat verra le jour et produira des éclairages particuliers sur la spécificité économique et sociale de l'artisan et de l'entreprise artisanale, l'approche théorique peut se schématiser au travers du concept de « Potentiel de ressources » développé par Sophie Boutillier et Dimitri Uzunidis dont les trois piliers sont les connaissances, les ressources financières et les relations sociales. En ce début du XXIe siècle, l'artisan et l'entreprise artisanales intéressent tous les champs de recherche des sciences économiques et sociales. Le rôle de l'artisanat dans la consolidation du lien social commence à être mieux connu et reconnu ainsi que celui qu'il tient dans les processus d'innovation.
Au travers de ces travaux apparaît une idée de l'artisanat assez éloignée de ce qu'on peut imaginer à la lecture des définitions officielles. Nous sommes maintenant dans une vision moderne d'une société humaine tout aussi éloignée d'une société passéiste, voire folklorique dans laquelle on situe encore l'artisanat que de celle des spéculateurs et spécialistes de l'économie virtuelle. L'artisan moderne est de plus en plus un homme ou une femme qui a un bon niveau d'études, qui est parfaitement intégré dans la vie locale, qui est sensibilisé à l'innovation et qui a cette particularité de ne pas envisager la croissance de son activité exclusivement par celui du nombre de ses salariés. Son souhait est de pouvoir contrôler son affaire et de pouvoir vivre dans un environnement où il se sent, peut-être de façon illusoire, libre et indépendant. Dans les faits l'artisan gère, consciemment ou non, son développement en fonction de son potentiel de ressources, de son métier et de sa filière professionnelle qu'il met en avant, en insistant sur leur spécificité, et de son environnement institutionnel et normatif. Ces trois facteurs de développement expliquent les limites de la « liberté » de l'artisan et la grande diversité des situations rencontrées sur le terrain.
En fait un autre facteur, peu souvent mis en exergue, caractérise l'artisanat, c'est à la fois le grand nombre d'entreprises et leur grande dispersion géographique. Ce facteur explique en grande partie à lui seul le rôle de l'artisanat dans la stabilité de la société mais également son rôle de tampon en période de crise économique, la fermeture d'une usine qui emploie plusieurs centaines ou milliers de salariés sinistre très rapidement une région entière et la déstabilise socialement et économiquement pour de longues années ; mais la fermeture d'entreprises artisanales passe inaperçue.
Si en ce début du XXIe siècle, l'économie virtuelle semble avoir montré ses limites, l'artisanat, tel qu'il se forme actuellement, en représentant, par opposition, l'économie du réel comme moyen d'évolution de la société vers une meilleure prise en compte des personnes et de l'environnement, pourrait être un espoir pour le bien être des générations futures. L'artisanat n'est plus alors une survivance du passé mais l'un des socles de la société et de son évolution, qui du fait de l'élévation du niveau de formation des chefs d'entreprise, les « entreprenants », pour reprendre le terme de l'OHADA, devrait être un acteur incontournable de tout processus d'innovation. De ce fait, le renouvellement de la représentation professionnelle évoluera également et les élus redonnerons à la politique son sens, qui pour l'artisanat était assez bien et universellement explicité dans une loi française connue sous le nom de loi Royer en son article 1 : « Ils (le commerce et l'artisanat) doivent contribuer à l'amélioration de la qualité de la vie, à l'animation de la vie urbaine et rurale et accroître la compétitivité de l'économie nationale ».

## Organisations
- Union professionnelle artisanale (UPA)
- Confédération nationale de l'artisanat des métiers et des services (CNAMS)
- CAPEB
- CGAD
- Confédération européenne des indépendants (CEDI)
- Confédération de défense des commerçants et artisans (CDCA)